# Kenwood (Oklahoma)
Pour les articles homonymes, voir Kenwood.
Kenwood est une census-designated place des comtés de Delaware et de Mayes, dans l'État d'Oklahoma, aux États-Unis,. En 2020, elle compte une population de 904 habitants.